# Planeta Voodoo
Planeta Voodoo (tyt. oryg. Sargasso of Space) – trzecia część cyklu powieści przygodowych zaliczających się do kręgu fantastki serii "Solar Queen" autorstwa Andre Norton. W Polsce pierwsze wydanie książkowe ukazało nakładem ”Domu Wydawniczego „Rebis”” w 1994 roku.
Opowiadanie to jest kontynuacją przygód młodego załoganta "Dana Thorsona", który po skończonej akademii otrzymał przydział na niezależny kupiecki frachtowiec kosmiczny "Królowa Słońca". Tym razem członkowie załogi trafiają na planetę zamieszkaną przez potomków uchodźców z Afryki, którzy trafili tu w wyniku światowej wojny rasowej. Na planecie wśród jej mieszkańców oprócz nowoczesnej technologii panuje magia wywodząca się z "czarnego lądu". Członkowie załogi stają się również celem ataku z użyciem magii.